# لاسه براون
لاسه براون (ایتالیایی: Lasse Braun؛ زادهٔ ۱۹۳۶) یک کارگردان، فیلم‌نامه‌نویس، و تهیه‌کننده اهل ایتالیا بود.